# La Crónica de León
La Crónica de León fue un periódico español fundado en 1985 en León y publicado entre marzo de 1986 y julio de 2013. Pertenecía a la empresa Promociones Periodísticas Leonesas (PROPELESA) (Grupo Martínez Núñez) y compartía contenidos, suplementos, promociones y colaboradores con otras cabeceras del Grupo Vocento. Su redacción se ubicaba en la calle Moisés de León, 49 de la ciudad de León. Además de la edición impresa, contaba con difusión por Internet.

## Trayectoria
La  primera publicación del periódico fue el 1 de marzo de 1986. Estuvo asociado inicialmente con Diario 16. En su segundo año contrataron por consejo del ilustrador y ya colaborador Tino Gatagán llegaron al diario Miguel Ángel Martín, quien ilustró las crónicas de sucesos y posteriormente realizó las tiras Keibol Black (1987) y Kyrie Nuevo Europeo (1989).
El diario se asoció más tarde con El Mundo. En 2008, inició una tercera época asociándose con el Grupo Vocento y distribuyéndose conjunta e inseparablemente con el diario ABC.
El 31 de julio de 2013 se publicó por última vez, debido a la mala situación financiera causada por el impacto de la revolución digital en el modelo tradicional de negocios de la prensa escrita y la pérdida de ingresos por publicidad. En noviembre de ese mismo año, parte del equipo de la Crónica de León encabezado por David Rubio, puso en marcha La Nueva Crónica, distribuido conjuntamente con el ABC.

## Premios
En 2009 fue galardonado con el Premio Cossío de Periodismo el periodista Daniel Álvarez por un artículo publicado en este periódico titulado El espía que surgió de León.